# Friuli Grave Pinot Grigio
Le Friuli Grave Pinot Grigio est un vin italien de la région Frioul-Vénétie Julienne doté d'une appellation DOC depuis le 1er octobre 1985. Seuls ont droit à la DOC les vins blancs récoltés à l'intérieur de l'aire de production définie par le décret.

## Caractéristiques organoleptiques
- couleur: jaune paille avec des reflets grenat
- odeur: caractéristique
- saveur: sèche, harmonique, parfois vif

Le Friuli Grave Pinot Grigio se déguste à une température comprise entre 10 et 12 °C. Il se boit jeune

## Production
Province, saison, volume en hectolitres :
- Pordenone (1990/91) 21428,86
- Pordenone (1991/92) 25184,05
- Pordenone (1992/93) 33363,05
- Pordenone (1993/94) 36237,01
- Pordenone (1994/95) 37590,09
- Pordenone (1995/96) 36205,9
- Pordenone (1996/97) 42953,68
- Udine (1990/91) 13491,72
- Udine (1991/92) 14307,48
- Udine (1992/93) 18106,82
- Udine (1993/94) 17740,53
- Udine (1994/95) 18172,11
- Udine (1995/96) 17311,7
- Udine (1996/97) 19603,1